# Fred Ottman
Fred Ottman, maggiormente conosciuto con i ring name Tugboat e Typhoon (Norfolk, 10 agosto 1956), è un ex wrestler statunitense, noto per essere stato uno dei membri del tag team dei Natural Disasters insieme con Earthquake quando combatteva nella World Wrestling Federation all'inizio degli anni novanta.

## Carriera

### World Wrestling Federation (1989-1992)
Ottman esordì in WWF nel giugno 1989 durante un dark match (non trasmesso in TV) con l'identità di Big Man Steel e Slick come suo manager. Nel gennaio 1990 si ripresentò da personaggio face con la gimmick del corpulento marinaio Tugboat Thomas (in seguito solo "Tugboat"). Il suo costume consisteva in una canotta a righe orizzontali bianche e rosse, pantaloni bianchi con banda laterale rossa, e cappello da marinaio alla Braccio di ferro. Tugboat aiutò Hulk Hogan nel suo feud contro Earthquake e Dino Bravo. Questo coincise con il momento di maggior successo del personaggio di Tugboat, che grazie all'amicizia con Hogan, divenne uno degli idoli dei fan più piccoli. Nel maggio 1991, Ottman diventò improvvisamente un heel quando attaccò Hulk Hogan nel corso di una battle royal a Saturday Night's Main Event. La sua metamorfosi in "cattivo" si completò del tutto quando durante un match tre contro tre tradì i suoi compagni di squadra Bushwhackers per schierarsi al fianco di Earthquake & Nasty Boys, clienti di Jimmy Hart.

#### The Natural Disasters
Poco tempo dopo essere passato dalla parte dei "cattivi", cambiò il nome del suo personaggio in Typhoon ("tifone") e si unì a Earthquake ("terremoto") per dare vita al tag team The Natural Disasters ("I disastri naturali"), con manager Jimmy Hart. I Natural Disasters diventarono in breve tempo uno dei tag team più temuti in WWF grazie all'impressionante mole dei suoi due membri. All'epoca si discuteva sulle riviste di settore, su quale altro tag team avrebbe potuto tenere testa ai due colossi, individuando gli unici possibili antagonisti nei Legion of Doom, ma i Disasters sconfissero sonoramente anche Animal e Hawk. All'inizio del 1992, la coppia entrò a far parte dei beniamini del pubblico diventando "face", scontrandosi con i Money Inc. ("Million-Dollar Man" Ted DiBiase e Irwin R. Schyster) e strappando loro il WWF World Tag Team Championship nel luglio del 1992. I Money Inc. riconquistarono comunque le cinture tre mesi dopo. Quando Earthquake si prese un periodo di pausa dal ring all'inizio del 1993, Ottman lottò singolarmente in qualche match di scarsa importanza e poi lasciò la compagnia in primavera.

### World Championship Wrestling (1993)

#### L'"incidente" di Shockmaster
Dopo aver lasciato la WWF, Ottman si ritrovò al centro di uno degli episodi più famigerati e comici della storia del wrestling. La World Championship Wrestling lo aveva recentemente messo sotto contratto, ed era stato deciso che avrebbe esordito in un match con Sting, Dustin Rhodes, e Davey Boy Smith. Avrebbe dovuto essere il loro "partner misterioso" nell'imminente eight-man tag team match contro Sid Vicious, Big Van Vader, e gli Harlem Heat a Fall Brawl '93.
(Ottman circa il debutto di Shockmaster)
Durante "A Flair for the Gold" (uno spazio interviste gestito da Ric Flair), davanti al folto pubblico di Clash of the Champions XXIV, Sting e Smith furono interrogati da Sid e dagli Harlem Heat, che gli chiesero di rivelare l'identità del loro nuovo partner misterioso. Sting esclamò: «Tutto quello che posso dirvi è che verrà a "scioccare" il mondo, perché lui non è altri che... lo Shockmaster!». A quel punto la telecamera zummò su una particolare sezione del set dove ardevano due torce appese a una parete. Ottman avrebbe dovuto fare la sua entrata drammatica sfondando la parete. Il suo costume consisteva in una maschera da soldato imperiale di Guerre stellari verniciata d'argento e cosparsa di brillantini, un paio di jeans, e un lungo mantello nero. Ottman, sfondando la parete di cartapesta, inciampò e cadde per terra, perdendo la maschera che rotolò sul pavimento. Mentre cercava affannosamente di rimettersi velocemente l'elmetto, Flair esclamò chiaramente udibile: «Oh, Dio!».
Rialzatosi, Ottman si avvicinò a Sid e agli Harlem Heat, che cercavano di trattenere a stento le risa, prodigandosi in un delirante e sconnesso proclama di presentazione della propria potenza che risultò inevitabilmente comico. Il discorso, doppiato da Ole Anderson, non fece altro che peggiorare ulteriormente la situazione aggiungendo ridicolo al ridicolo.
Poco tempo dopo, la gimmick di Shockmaster venne accantonata, dopo un ultimo tentativo, facendo interpretare a Ottman il personaggio di "Super Shockmaster", il nipote dell'originale.
La WWE, che ora detiene tutti i diritti di proprietà sul materiale d'archivio della WCW, ha descritto l'esordio di Shockmaster come "uno dei momenti involontariamente più comici nella storia dello sport-spettacolo", e "una delle peggiori figuracce di sempre".

### Ritiro
Ottman fece ritorno alla WWF come Typhoon nel maggio 1994, principalmente utilizzato come jobber per mettere in luce talenti emergenti, se ne andò definitivamente nell'agosto seguente.
Ottman si ritirò dal wrestling quando la WCW fallì nel 2001. Rientrando per una sera soltanto nei panni di Tugboat, Ottman è stato uno dei partecipanti alla "Gimmick Battle Royal" disputatasi a WrestleMania X-Seven. Attualmente vive a Lakeland, in Florida e lavora come dirigente per la Gaffin Industrial Services, una impresa di pulizie aziendali.

## Personaggio

### Mossa finale
- Tidal Wave (WWF) / Shockmaster Splash (WCW) (Big splash)

### Manager
- Jimmy Hart[5]
- Slick

## Titoli e riconoscimenti
World Wrestling Federation
- WWF World Tag Team Championship (1- con Earthquake)

Pro Wrestling Illustrated
- 230º tra i 500 migliori wrestler singoli nella PWI 500 (1991)
- 71º tra i 500 migliori wrestler singoli nella PWI 500 (1992)